# 土龙山事件
土龙山事件是1934年（康德元年）3月发生于满洲国三江省依兰县土龙山（今中国黑龙江省桦南县土龙山镇）的农民暴动事件。也称依兰事件、谢文东事件等。

## 背景
土龙山位于依兰、桦川、勃利三县交界一带，土地肥沃，适宜农耕。1934年1月，关东军为了进行武装农业移民，在依兰、桦川、勃利等6个县强制、低价收购可耕地。当时的正常价格熟地为每公顷50满洲国圆到100圆，关东军以15圆价格收购，荒地每公顷5圆到20圆；关东军以2到4圆价格收购。:60对于拒不交出地契的当地农民，关东军进行了强制搜查，甚至以枪托毁坏民宅的墙壁。当时的满洲北部地区治安混乱，匪贼出没，农民需要枪支以自保；但关东军以维持治安为由，没收了当地农民自卫用的枪支。:180
当时满洲国政府为民众接种牛痘，该行为也被谣传为日本人要灭绝当地中国民众，成为事件的诱因之一。:367

## 事件经过
不满于强制征收土地和没收武器的当地农民聚集在土龙山以东的八虎力屯屯长、自卫团团长谢文东麾下:59。谢文东以驱逐日本移民团、江东自治作为口号，建立了东北民众军，自称总司令。依兰县内外自备武器前来投奔的农民有约6,700人。1934年3月9日，东北民众军袭击了土龙山警察署，将警察20余名缴械:367。
3月10日，驻屯于依兰县的日本步兵第63联队前往援助，结果包括饭塚朝吉联队长的19人战死:181。此后东北民众军袭击了位于永丰镇的第一次武装移民团和桦川县七虎力的第二次武装移民团，迫使第二次武装移民团放弃七虎力，前往湖南营:367。关东军从土龙山地区撤退，转而在3月末采取政治上威逼利诱、军事上包围进攻的双重攻势，将东北民众军孤立、瓦解、分化。至7月下旬，东北民众军只余800人左右。10月初，东北民众军在桦木岗遭受关东军袭击，损失甚大；谢文东逃往依兰县吉兴河的深山老林中。:244

## 影响
日本武装移民团在本事件中战死3人，负伤5人，但此事件造成的精神打击直接导致数十名团员退出:367。本事件令关东军的试验移民遭受了挫折，使其不得不重新审视移民政策方针:375。在此之前满洲地区的日本移民事务由关东军跳过满洲国政府直接管理，而受此事件影响，1935年7月，满洲国设立了拓政司，开始参与日本移民政策的实施:16。本事件也是满洲地区的抗日统一战线建立的契机:375。

## 后续事件
此后，满洲国政府负责为日本农业移民进行土地收购，而关东军继续进行对反抗武装的军事攻击。1936年9月，谢文东加入东北抗日联军，领导第8军。1939年3月，谢文东投靠日军。1945年日本战败，谢文东加入中国国民党一方，1946年被中国共产党军队擒获、处死。:375

## 关联条目
- 满洲农业移民百万户移住计划
- 二十年百万户送出计划